# Peter Vermes
Peter Joseph Vermes (Willingboro, Nova Jérsei, 21 de novembro de 1966) é um ex-futebolista e atualmente treinador de futebol estadunidense, que atuava como atacante ou defensor.

## Carreira
Tal qual a maioria de seus compatriotas, Vermes iniciou a carreira jogando em times de universidades. Em 1988, jogou no New Jersey Eagles, time de seu estado natal. No ano seguinte, foi jogar na Hungria, onde atuou em 9 jogos pelo Gyõr.
Ainda jogaria por Volendam, Tampa Bay Rowdies, Figueres, New York Fever, MetroStars e Colorado Rapids até sua aposentadoria em 2002, no Kansas City Wizards.

## Seleção Norte-Americana
Vermes estreou na Seleção dos Estados Unidos num amistoso contra a Colômbia em maio de 1988, ano em que disputou as Olimpíadas de Seul. Fez parte ainda do elenco que participou da Copa do Mundo de 1990, a primeira do país desde 1950. Ele foi um dos 4 norte-americanos que jogavam no exterior, juntamente com Tab Ramos (Figueres), Christopher Sullivan (Gyõr) e Paul Caligiuri (SV Meppen). Não conseguiu evitar a eliminação na fase de grupos, tendo quase marcado um gol contra a Itália, mas seu chute foi defendido por Walter Zenga.
Integrou os elencos da Copa Ouro da CONCACAF 1991, da Copa Rei Fahd de 1992 e da Copa América de 1993, e foi cortado pelo técnico Bora Milutinović da lista de convocados para a Copa do Mundo de 1994. Mais tarde, alegou que suas declarações inviabilizaram sua convocação para o torneio. Ele ainda disputou um jogo pela Seleção antes de ficar de fora dos planos de Steve Sampson em janeiro de 1998.
Em abril de 2013, foi incluído no Hall da Fama do Futebol dos Estados Unidos.